# 藍より青く
『藍より青く』（あいよりあおく）は、山田太一作によるNHK連続テレビ小説の第12作。1972年（昭和47年）4月3日から翌1973年（昭和48年）3月31日にかけて1年間放送された。309回。脚本と並行して小説も執筆され、放送中に刊行された。

## 概要
太平洋戦争末期から敗戦後にかけての熊本県天草を舞台にしている。
ヒロイン・真紀は、厳格な校長である父に反対されながらも網元の息子・周一と結婚するも、長男が生まれる前に夫は出征し、そのまま帰らぬ人となる。周囲に支えられながら、戦争未亡人同士で商売を始め、何事にも負けず、強く明るく、中華料理店を経営するまでが描かれた。
1972年から1973年の平均視聴率は47.3%、最高視聴率は53.3%であった（関東地区、ビデオリサーチ調べ）。
1973年に同じ原作から大和田伸也（テレビドラマと同じ）、松坂慶子、三國連太郎らのキャストで映画化された（松竹、監督・脚本：森﨑東）。
『第23回NHK紅白歌合戦』において、テーマを歌っていた本田路津子の歌唱の前に審査員を務めていた真木とステージ上のほかの出演者が掛け合いをする映像が残っている。
NHKには、大和田伸也から提供された第1回と、本田路津子から提供された最終回の一部（末尾の数分間）が現存している。

## キャスト
田宮（村上）真紀
演 - 真木洋子
村上周一
演 - 大和田伸也
真紀の夫
村上周太郎
演 - 原康義
周一の息子
田宮行義 校長
演 - 高松英郎
真紀の父
田宮嘉恵
演 - 今出川西紀
真紀の妹
村上周造
演 - 佐野浅夫
周一の父
村上キク
演 - 赤木春恵
周一の母
村上周太郎
演 - 尾藤イサオ
周一の弟
波
演 - 新村礼子
お手伝い
岩井
演 - 小坂一也
コック
俊界和尚
演 - 殿山泰司
山口明
演 - 寺田誠
浜本厚
演 - 北村晃一
片桐信次
演 - 高山彰
鱶原正人
演 - 三田村賢二
鯵河
演 - 井上昭文
和田先生
演 - 友竹正則
鮎川静雄
演 - 田村高廣
その他
演 - 樫山文枝、葦原邦子、下條アトム、辻萬長、今福将雄、坂上忍、米倉斉加年、高森和子、戸野広浩司

## スタッフ
- 作 - 山田太一
- 音楽 - 湯浅譲二
- イメージソング - 『耳をすましてごらん』（作詞 - 山田太一、作曲 - 湯浅譲二、歌 - 本田路津子）
- プロデューサー - 沖野瞭
- 演出 - 岸田利彦、篠原篤彦、渡辺耕、澁谷康生
- 語り - 中畑道子 → 丹阿弥谷津子
  - 中畑が放送中の1972年10月16日に急死したため急遽、丹阿弥が務めることになった。

## 書籍情報
- 山田太一『藍より青く』、中央公論社、原作小説、（上）1972年8月[7] / （下）1973年1月[8]
  - 新版『藍より青く』、読売新聞社「戦後ニッポンを読む」、（上下）1997年6月[9][10]

## 映画版
1973年2月10日公開。製作は松竹。

### スタッフ
- 監督 - 森﨑東
- 脚本 - 森崎東、熊谷勲
- 音楽 - 佐藤勝

### キャスト
- 田宮真紀 - 松坂慶子
- 田宮行義 - 三國連太郎
- 田宮嘉恵 - 千景みつる
- 村上周一 - 大和田伸也
- 村上周造 - 佐野浅夫
- 村上キク - 赤木春恵
- 村上孝治 - 尾藤イサオ
- 鯵河 - 田中邦衛
- 俊界 - 殿山泰司
- 勝本 - 財津一郎
- 良 - 猪俣光世
- 明 - 力石民穂
- 厚 - 沢川正
- 信次 - 高山彰